# Meigelsried
Meigelsried ist ein Ortsteil der Stadt Rötz im Landkreis Cham des Regierungsbezirks Oberpfalz im Freistaat Bayern.

## Geografie
Meigelsried liegt 700 Meter nördlich der Staatsstraße 2150, 3,5 Kilometer südwestlich von Rötz auf einer Hochfläche. Südlich von Meigelsried fließt der Mühlbach nach Westen. Nordwestlich von Meigelsried erhebt sich der 637 Meter hohe Thanner Berg und nordöstlich der 569 Meter hohe Kühberg. Zwischen Thanner Berg und Kühberg liegt das Rannenholz (nördlich von Meigelsried), das bei einer frühen Erwähnung von Meigelsried eine Rolle spielt. Im Rannenholz entspringt der Rinnerbach, der nach Norden der Schwarzach zufließt. Östlich von Meigelsried erhebt sich der 626 Meter hohe Birkenberg und südlich der 630 Meter hohe Zigeunerfelsen. Zwischen Birkenberg und Zigeunerfelsen liegt auf einem 656 Meter hohen Gipfel ein Übungsgelände der Bayerischen Bereitschaftspolizei.

## Geschichte
Die Ortsnamenforschung kennzeichnet die auf -ried (auch: -reuth, -rieth) endenden Ortsnamen ebenso wie die auf -grün endenden als Ortsnamen der Rodungszeit im 13. und 14. Jahrhundert.
Heinrich II. stattete 1007 das Erzbistum Bamberg aus. Meigelsried (auch: Meyngozzreut, Meingesrewt, Maygerstorff, Meigelsriedt, Meigleßrieth, Meiglsried) wurde in der Ausstattungsurkunde von 1138 erstmals schriftlich erwähnt. Es gehört zu den Bamberger Gründungen, mit deren Hilfe der König das Neunburger Gebiet und das Schwarzachtal besiedelte und seiner Herrschaft unterwarf.
1274 übereignete Graf Wernhard II. de Leonberch einen Hof in Meigelsried dem Katharinenspital. 1298 erhielt das Kloster Schönthal von Gebhardus de Rokoldingen Güter in Roneych (= Rannenholz) und Meigelsried.
Im Verzeichnis der Erträge des Klosters Schönthal von 1429 wurde Meigelsried aufgeführt.
Meigelsried gehörte zum Inneren Gericht des Amtes Neunburg vorm Wald. Wie aus dem Musterungsregister hervorgeht, hatte es 1522 6 Mannschaften und 1572 5 Mannschaften.
1622 wurden für Meigelsried 3 Güter und 2 Sölden verzeichnet. 1631 wurde Meigelsried als zum Inneren Amt gehörig mit 1 Gut, 1 Söldengütel, 15 Rindern und 2 Schweinen aufgeführt. 1631 gab es in Meigelsried 15 Rinder und 2 Schweine. Das Steueraufkommen betrug 5 Gulden und 23½ Kreuzer. Nach dem Dreißigjährigen Krieg hatte Meigelsried 1661 nur noch 2 Mannschaften, davon ein verheirateter Mann und der andere unverheiratet. Im Steuerbuch von 1661 erschien Meigelsried mit 1 Gut, 1 Sölde, 16 Rindern und 1 Schwein. Das Steueraufkommen betrug 2 Gulden und 45½ Kreuzer.
1762 gab es in Meigelsried 5 Eigentümer, 3 Inwohner, darunter 1 Hüter, also insgesamt 8 Untertanen. Es hatte 5 Anwesen und 1 Hüthaus, insgesamt 8 Herdstätten. Ende des 18. Jahrhunderts waren 2 Höfe und ein Gut in Meigelsried dem Kloster Walderbach grundbar. 1808 gab es in Meigelsried 6 Anwesen und ein Hüthaus. Die Eigentümer waren A. Deml, Senft und Th. Gebhard, grundbar zum Kloster Walderbach, und M. Gebhard und M. Deml, grundbar zum Kloster Schönthal.
1808 wurde die Verordnung über das allgemeine Steuerprovisorium erlassen. Mit ihr wurde das Steuerwesen in Bayern neu geordnet und es wurden Steuerdistrikte gebildet. Dabei kam Meigelsried zum Steuerdistrikt Hillstett. Der Steuerdistrikt Hillstett bestand aus den Ortschaften Hillstett mit 28 Anwesen, Meigelsried mit 6 Anwesen, Thann mit 20 Anwesen, Thannmühle mit 2 Anwesen und Höllmühle mit 1 Anwesen. Die Höllmühle ist später im Eixendorfer See versunken.
1820 wurden im Landgericht Neunburg vorm Wald Ruralgemeinden gebildet. Dabei kam Meigelsried zur Ruralgemeinde Alletsried. Zur Ruralgemeinde Alletsried gehörten die Dörfer Alletsried mit 12 Familien, Happassenried mit 5 Familien, Meigelsried mit 5 Familien, Meidenried mit 8 Familien und die Einöde Rückhof mit 1 Familie. Später kamen Haslarn und Grundmühle hinzu. Vorübergehend gehörten Neuhaus und Sperlhof zu Alletsried.
1978 wurde die Gemeinde Alletsried aufgelöst. Dabei kam Meigelsried zur Gemeinde Rötz.
Meigelsried gehörte zunächst zur Pfarrei Neukirchen-Balbini, dann, ab 1921, zur Pfarrei Seebarn. 1997 hatte Meigelsried 21 Katholiken.

## Einwohnerentwicklung ab 1820
| Jahr | Einwohner  | Gebäude |
| ---- | ---------- | ------- |
| 1820 | 5 Familien | k. A.   |
| 1838 | 48         | 6       |
| 1861 | 42         | 15      |
| 1871 | 35         | 20      |
| 1885 | 31         | 5       |
| 1900 | 42         | 6       |
| 1913 | 33         | 5       |

| Jahr | Einwohner | Gebäude |
| ---- | --------- | ------- |
| 1925 | 30        | 6       |
| 1950 | 35        | 6       |
| 1961 | 27        | 5       |
| 1970 | 29        | k. A.   |
| 1987 | 24        | 5       |
| 2011 | 16        | k. A.   |